# Сабадаш Андрій Васильович
Андрі́й Васи́льович Сабада́ш (28 січня 1971 — 2 лютого 2015) — старшина Збройних сил України.

## Життєпис
Родина виховувала двох дітей, їхній син загинув, сім'я розпалась, колишня дружина з донькою жили окремо. Задля забезпечення їх та 78-річної мами Андрій працював на кількох роботах.
Мобілізований 11 червня 2014 року, старшина роти 25-го окремого мотопіхотного батальйону. З 20 серпня перебував у зоні бойових дій, у батальйоні відповідав за тактику бою і справність техніки.
2 лютого 2015-го під час транспортування набоїв, паливних матеріалів та харчових продуктів спільна група 25-го ОМПб та 128-ї ОГПБр потрапила в оточення, в селі Рідкодуб БТР військових було підірвано із засідки. Вояки прийняли бій, у якому загинули Андрій Сабадаш, майор Віталій Шайдюк, старший солдат Сергій Гуріч, старший солдат Денис Гултур, солдат Сергій Макаренко зазнав контузії.
Вважався зниклим безвісти, наприкінці лютого був ідентифікований серед загиблих. Похований 1 березня 2015-го в смт Кожанка.
Без Андрія лишилися мама та донька.

## Нагороди та вшанування
За особисту мужність і героїзм, виявлені у захисті державного суверенітету та територіальної цілісності України, вірність військовій присязі під час російсько-української війни, відзначений — нагороджений
- Указом Президента України № 553/2015 від 22 вересня 2015 року — орденом «За мужність» III ступеня (посмертно)[1]
- 27 травня 2015 року урочисто відкрито меморіальні дошки в Кожанській ЗОШ випускників на честь Сергія Гуріча та Андрія Сабадаша.